# 공격 잠수함

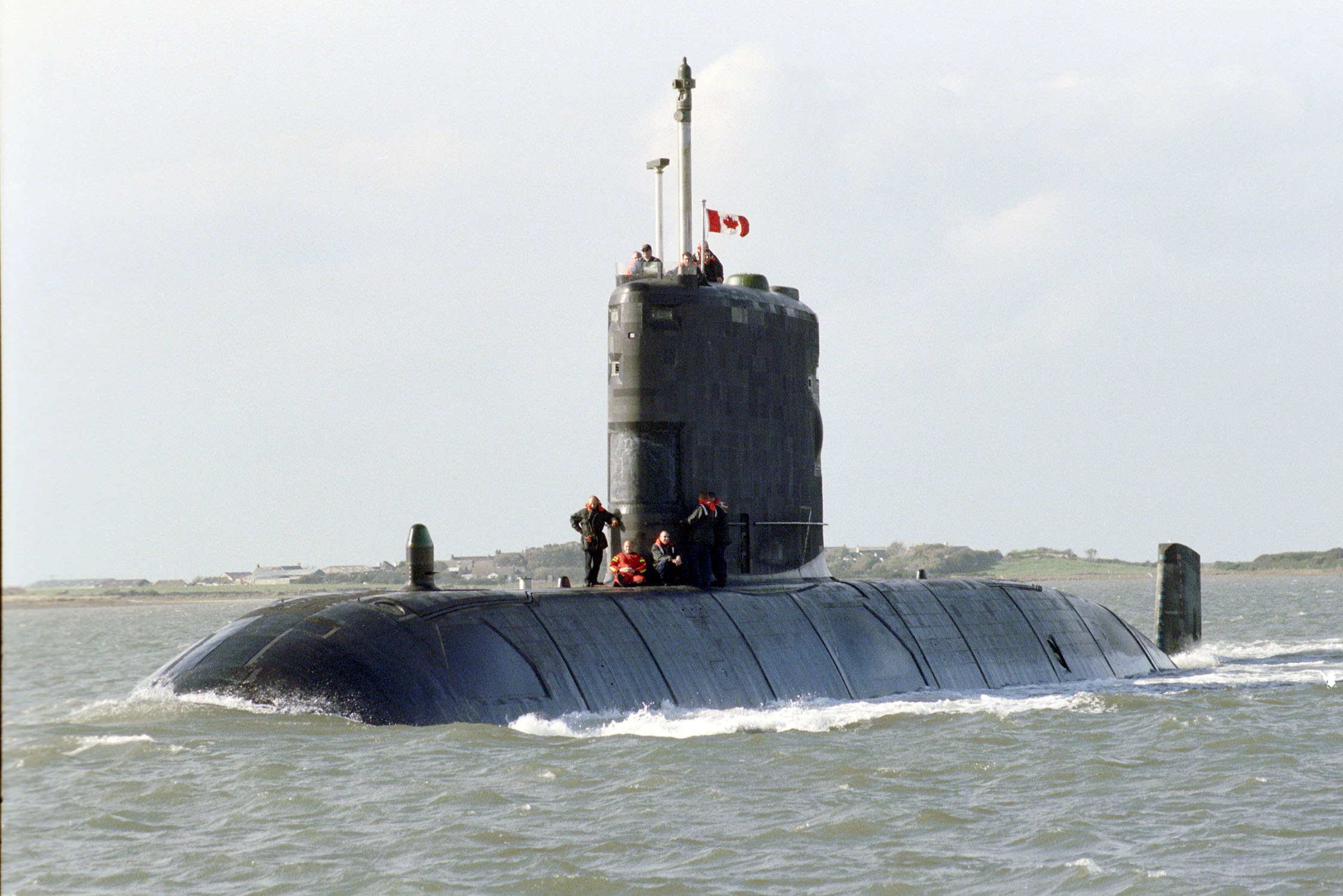
공격 잠수함 HMCS 윈저

공격 잠수함(attack submarine) 또는 헌터킬러 잠수함(hunter-killer submarine)은 다른 잠수함이나 수상함, 상선 등을 공격하거나 격침시킬 목적으로 특별하게 만들어진 잠수함을 뜻한다. 공격 잠수함은 아군 지상군이나 미사일 잠수함을 보호하기 위해 사용되기도 한다. 일부 공격 잠수함은 수직 발사 장치에 탑재된 순항 미사일로 무장하여 해상뿐만 아니라 지상 목표물을 타격할 수 있도록 잠재적 임무 범위를 증가시키기도 한다.